# Preußische Landesaufnahme (Behörde)
Die Preußische Landesaufnahme (später Königlich Preußische Landesaufnahme) war ein Nebenetat des Großen Generalstabs, der für die Herstellung von topographischen Kartenwerken und die dazu notwendigen Vermessungsarbeiten für das Deutsche Reich (außer Bayern) verantwortlich war. Durch die Behörde erfolgte 1830–1865 die Preußische Uraufnahme und 1877–1915 die Preußische Neuaufnahme.

## Entwicklung

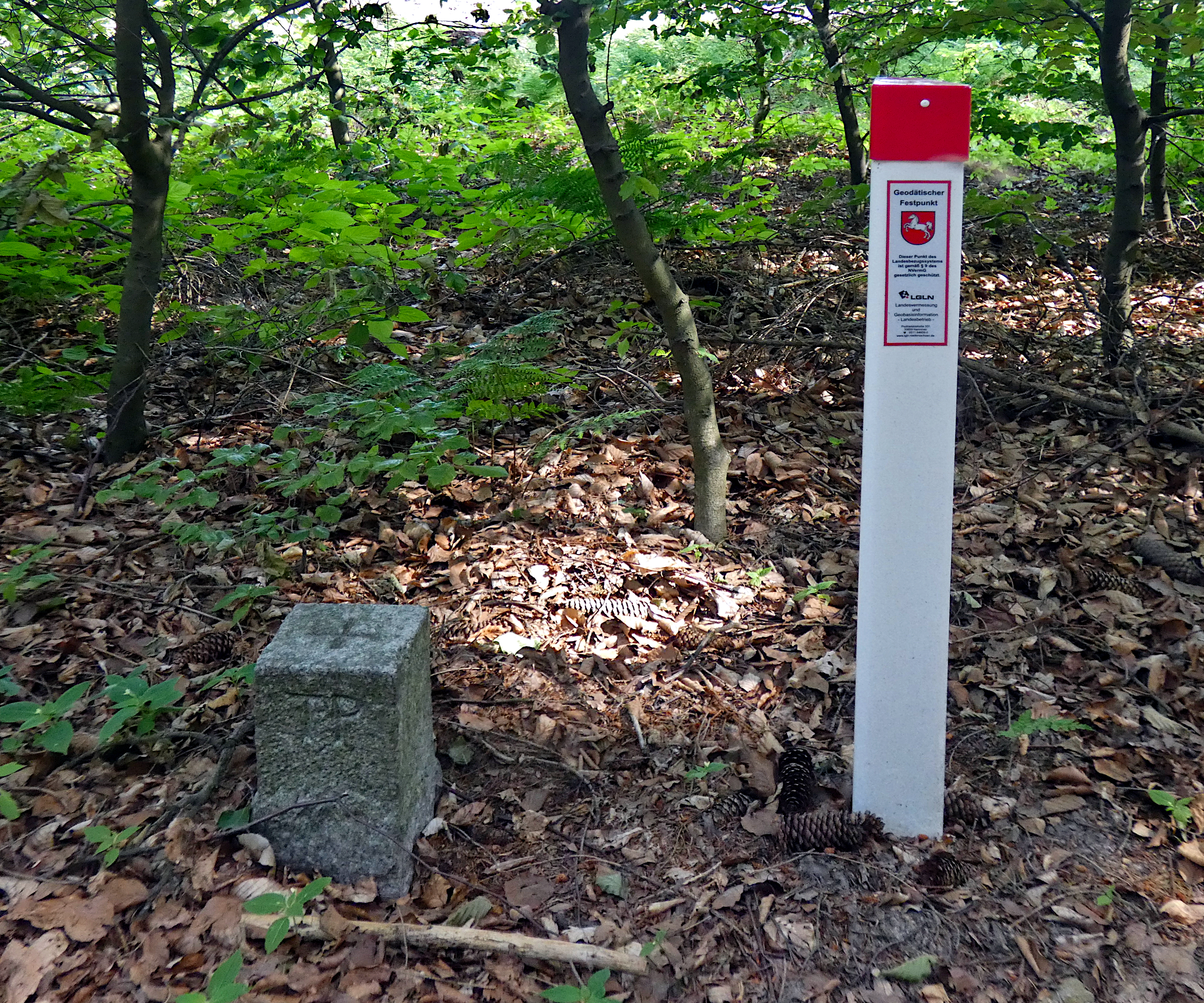
Trigonometrischer Punkt (heute: Lagefestpunkt mit Schutzsäule)

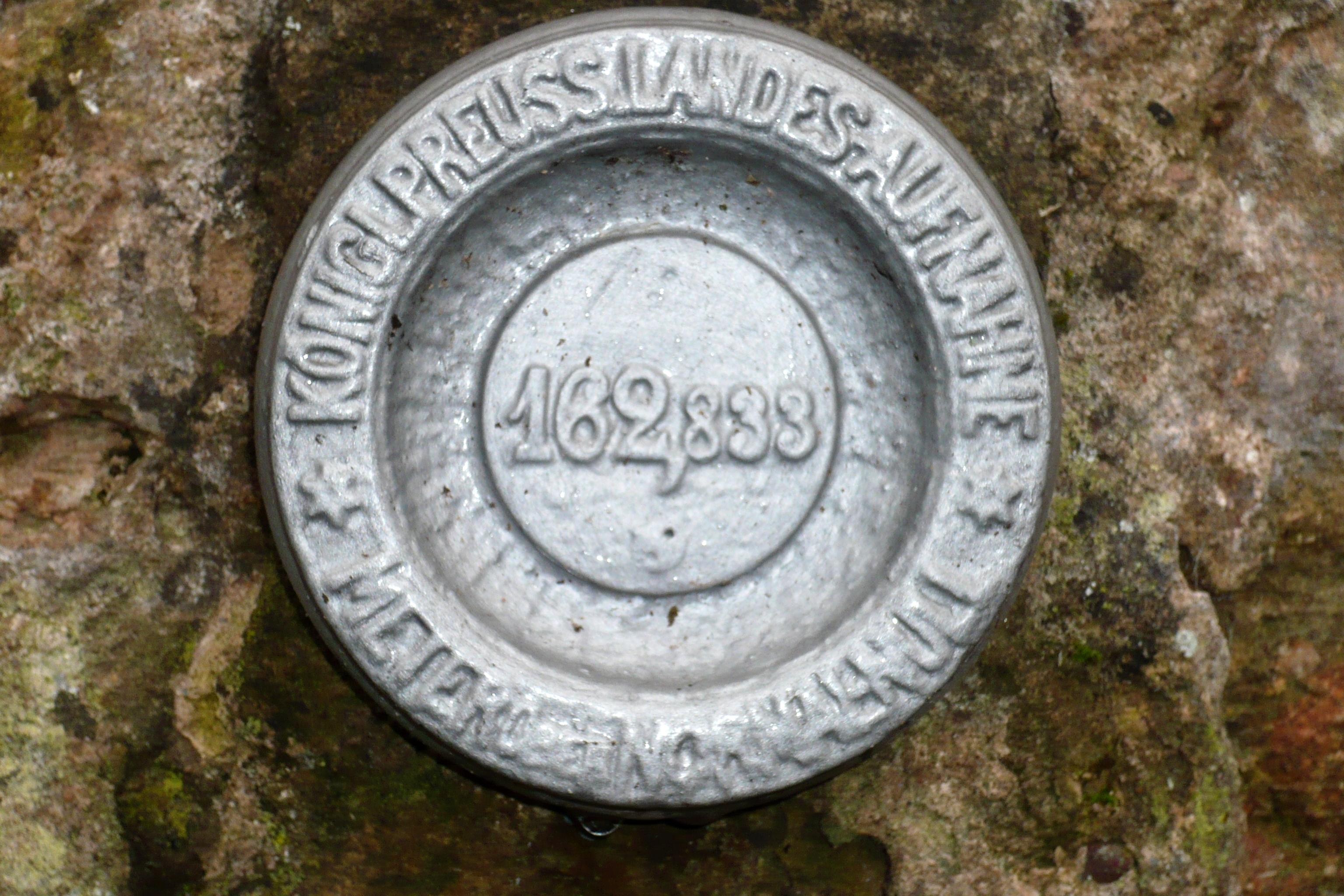
Höhenfestpunkt der Königlich Preußischen Landesaufnahme

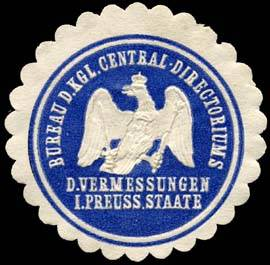
Siegelmarke Bureau des Königlichen Central-Directoriums der Vermessungen im Preussischen Staate

Die Preußische Landesaufnahme wurde am 1. Januar 1875 durch Einrichtung der Stelle „Chef der Landesaufnahme“ unter Zusammenfassung mehrerer schon existierender Teile des Großen Generalstabs geschaffen. Über das Arbeitsprogramm entschied das 1870 gegründete Zentraldirektorium der Vermessungen im Preußischen Staate. Die Vielfalt der Einzelsparten und die Anforderungen an die Genauigkeit gingen weit über den militärischen Bedarf hinaus.
Die Ergebnisse der Landesaufnahme, also die Koordinaten der Trigonometrischen Punkte, die Höhen der Nivellementspunkte und die verschiedenen Kartenwerke, wurden weniger für den militärischen Bedarf, vielmehr im gleichen Umfang, wenn nicht sogar überwiegend für öffentliche oder private Zwecke genutzt. Bereits 1875 versuchte daher der Chef des Generalstabes und 1912 noch einmal der Chef der Landesaufnahme, die Aufgaben einer zivilen Behörde zu übertragen. Beide Male scheiterte es an der Weigerung der zivilen Seite, die hohen Kosten zu übernehmen.
Bei Ausbruch des Ersten Weltkriegs wurde die Landesaufnahme bis auf die Kartographische Abteilung aufgelöst. Der unvorhersehbar lange Krieg führte zu ihrer Wiedereinrichtung am 29. April 1917, insbesondere zur besseren Unterstützung des Kriegsvermessungswesens.
Die kleine Reichswehr konnte eine Behörde dieser Größe nicht tragen. Am 1. Oktober 1919 wurden ihre wesentlichen Teile als Reichsbehörde unter der Bezeichnung „Landesaufnahme, Zweigstelle Berlin“ in das Ressort des Reichsministers des Innern übernommen und am 11. Juli 1921 in das Reichsamt für Landesaufnahme (RfL) umbenannt.
Heutige Nachfolgeorganisationen sind das Bundesamt für Kartographie und Geodäsie, die
Landesvermessungsämter (mit diversen modernen Bezeichnungen) und das Amt für Geoinformationswesen der Bundeswehr.

## Gliederung und Aufgabengebiete
Chef der Landesaufnahme war ein Generalleutnant. Am 1. April 1894 wurde für ihn im Großen Generalstab eine vierte Oberquartiermeister-Stelle mit der Bezeichnung „Oberquartiermeister und Chef der Landesaufnahme“ geschaffen.
Ihm unterstanden zunächst folgende Abteilungen:
- Trigonometrische Abteilung (für die geodätischen Aufgaben, insbesondere Erdmessung und Landesvermessung)
- Topographische Abteilung (für die Herstellung der Messtischblätter)
- Kartographische Abteilung (vor allem Bearbeitung der Generalstabskarten) mit
  - Druckerei und
  - photographischer Anstalt
- Plankammer

Zu dem Stammpersonal von 18 Offizieren, 190 Technischen Beamten und Arbeitern und 27 Personen als Bureau- und Hauspersonal (zusammen 235 Personen) kamen 8 aus dem Generalstab und 15 aus den Regimentern zukommandierte Offiziere, zumeist für den Außendienst, insgesamt 258 Personen. Später kamen hinzu:
- Ökonomiekommission der Landesaufnahme (1878)
- Photogrammetrische Abteilung (1. April 1914)
- Kolonialsektion
- Sektion für Artilleristisches Planmaterial

Am 1. April 1914 umfasste die Preußische Landesaufnahme 31 Offiziere, 367 Beamte, 29 Angestellte und 120 Arbeiter (zusammen 547 Personen Stammpersonal), dazu kommandiert 51 Offiziere und 313 weitere Soldaten, insgesamt 911 Personen.
Die am 29. April 1917 wieder errichtete Landesaufnahme erhielt eine neue Gliederung:
- Chef der Landesaufnahme
- Chef des Stabes mit Stab
- Trigonometrische Abteilung
- Topographische Abteilung
- Photogrammetrische Abteilung
- Kartographische Abteilung
- Geologische Abteilung
- Wissenschaftliche Rechenstelle
- Sektion für Artilleristisches Planmaterial
- Plankammer
- angegliedert: Büro des Zentraldirektoriums der Vermessungen

Davon wurden am 1. Oktober 1919 nicht in die „Landesaufnahme, Zweigstelle Berlin“ übernommen:
- Die Geologische Abteilung und die Sektionen, die sich mit der Kartenausstattung des Feldheeres und mit Kolonialkarten befasst hatten, wurden aufgelöst.
- Die Wissenschaftliche Rechenstelle und die ihr nachgeordnete Sektion für Artilleristisches Planmaterial wurden in die Heeresleitung übernommen.

Der Personalumfang des Reichsamtes für Landesaufnahme betrug am 1. Oktober 1921 602 Personen.